# سي لارستان جوزار (كبغيان)
سي لارستان جوزار (بالفارسية: سی لارستان جوزار) هي قرية تقع في إيران في قسم كبغيان الريفي. يقدر عدد سكانها بـ 28 نسمة بحسب إحصاء 2016.